# Мединя
Меди́ня — село в Україні, в Івано-Франківському районі Івано-Франківської області. Населення становить 1511 осіб. Входить до складу Галицької міської громади.

## Географія
Село розташоване за 17 км від центру громади Галича і від однойменної залізничної станції та за 18 км від залізничної станції Боднарів.
Село розташоване в мальовничій місцевості: з одного боку тече річка Лімниця, а з іншого розташовані два пагорби, один з яких є Сокільським виступом.
Корисні копалини — вапняки, мергель, торф. Пересічна температура січня становить −5°C, а липня +13°C. Період з температурою понад +10°C становить 165 днів. Річна кількість опадів становить 600—800 мм, максимальна кількість їх припадає на червень-липень. Висота снігового покриву становить 15-20 см.
Регіон належить до вологої помірно теплої агрокліматичної зони. Клімат помірно континентальний. Вітри переважно північно-західні, південно-західні, західні.
У ґрунтовому покриві переважають опідзолені чорноземи, у долині річки — лучні та дерново-лучні глейові ґрунти. Північна та західна околиці Медині заліснені. В лісах переважають дуб, граб, бук. 
Лімницю вважають найчистішою річкою в Україні. Швидкість течії становить 0,5-0,7 м/с. В річці зареєстровано багату іхтіофауну. Довжина Лімниці становить 118 км, а похил річки становить 7,43 м/км. Лімницю з прибережною зоною оголошено ландшафтним заказником місцевого значення, отож вона перебуває під охороною Закону як національне надбання. 
Сокільська гора є продовженням Залукв'янської височини. Висота її становить 304 м, і вона домінує над усією околицею. З вершини Сокільської гори видно чудову панораму в усіх напрямках.

## Історія
Село згадується в книгах галицького суду 19 вересня 1439 року.
У Королівській люстрації 1565 року в селі згадується власник отари овець Микула Підлисецький.
У реєстрі церков Войнилівського деканату, станом на 4 березня 1733 року, у Медині значиться церква Воскресіння Господнього, що вже не була новою та парафія при ній у кількості 30 вірних
Розпорядженням Ради міністрів від 28 травня 1934 року село передане з Калуського повіту до Станиславівського. 1 серпня 1934 року село включене до сільської ґміни Боднарів.
За даними облуправління МГБ, у 1949 р. в Галицькому районі підпілля ОУН найактивнішим було в селах Мединя, Боднарів і Селище.

## Соціальна сфера
- Мединський ліцей Галицької міської ради (директор Ріжко Оксана Григорівна).[8] У Мединському ліцеї навчається 207 учнів. Триває третя черга незавершеного будівництва приміщення, в якому планується облаштувати актовий і спортивний зали та шкільну їдальню. Однак будівництво поступово перетворилось у довгобуд.[9]
- 21 вересня 2012 року відбулося урочисте відкриття дитячого навчального закладу, розрахованого на 40 місць для дітей у віці від 3 до 6 років.[10]
- Амбулаторія[11]
- Народний дім (керівник Петро Іванчук).

## Пам'ятки
- Скульптурний барельєф Дмитру Коржинському (скульптор Ігор Семак, художник Андрій Владика) встановлений на фасаді сільського Народного дому та освячений парохом села Мединя о. Василем Духовичем 28 червня 2016 року.[12]
- Пам'ятний знак «Хрест Свободи» встановлений у центрі села ще 1848 року на честь скасування панщини в Галичині, відновлений у наш час.[12]
- Пам'ятний хрест видатному сотенному УПА Іванові Бойчуку (псевдо Шугай), який за згодою родини стоїть на обійсті, де мешкав відомий упівець.[12]
- Символічна курган-могила Борцям за волю України, освячена 14 жовтня 1992 року; у червні 2016 року на ній встановлено пам'ятну таблицю, де викарбувано прізвища 25 героїв, які загинули у 1940-1950 роках у визвольних боях чи не повернулися з тюрем та заслання, серед них імена хлопців із родин Ріжко, Пікуляк, Габльовських, Парцеїв, Остапчуків, Ладовських, Клим, Грабович. Головним меценатом створення пам’ятника став в. о. калуської організації Товариства політв’язнів та репресованих Ярослав Парцей.[13]

## Відомі люди
Народилися
- Козловський Теодозій — педагог, директор Мединської школи у 1923-1960 роках.
- Коржинський Дмитро Нестерович (1893, Мединя — 1973, Калуш) — український громадський та політичний діяч, член легіону Січових стрільців, сотник УГА, один з фундаторів і диригентів чоловічого хору с. Мединя у 1920-х-1930-х роках.[14]

## Транспорт
20 лютого 2017 року проведено конкурс на право здійснення перевезення пасажирів у приміському внутрішньорайонному сполученні на маршруті «Галич-Мединя». За рішенням комісії переможцем конкурсу визначено приватного підприємця Бойчука Богдана Миколайовича.